# Mario Gulinelli
Mario Gulinelli (Roma, 3 aprile 1938 – Roma, 6 aprile 2015) è stato un dirigente sportivo, giornalista e traduttore italiano.

## Biografia
Si deve a lui la fondazione, nel 1959, assieme ad altri consoci quali Renato Funiciello, Giorgio Lo Giudice, Pino Fara, Leopoldo Marcotullio, Mario Pescante, Luciano Barra, Franco Milani e Alfredo Berra, del Club Atletico Centrale
, successivamente inglobato nel Centro universitario sportivo a Roma. In questo, vi si impiega come dirigente e, al tempo stesso, allenatore di specialità atletiche come il salto in alto.
Si registra, nel 1968, il suo ingresso nella UISP (Unione Italiana Sport Popolare), in qualità di membro del comitato direttivo nazionale. Partecipa altresì alla Giunta Esecutiva Nazionale, in cui assume la responsabilità del Settore tecnico,  coordinando le Leghe nazionali di specialità, quindi dei centri di formazione fisico-sportiva e del centro studi e ricerche e del Settore attività fisiche della terza età. 
Avendo la responsabilità del Centro studi e ricerche dell’UISP, è curatore, nelle annate dal 1976 al 1978 dell’edizione di una collana di libri di divulgazione scientifica nell'ambito sportivo.

### Ingresso al CONI
Nel 1982, con l'approdo al CONI assume il ruolo di coordinatore redazionale di SdS - Rivista di Cultura sportiva, la cui fondazione data esattamente a partire da quell’anno. 

Nella sua veste di responsabile della pubblicazione scientifica del CONI cura, oltre a vari articoli e interviste ad allenatori e atleti italiani e stranieri, la traduzione e la pubblicazione di oltre trecento articoli, lavoro, portato avanti per anni fino alla sua morte, per il quale la rivista della Scuola dello Sport diviene un importante punto di riferimento per tutti i tecnici, allenatori e atleti dello sport italiano. 
Al CONI svolge anche l’attività di docente e moderatore dei Corsi di formazione e di specializzazione e dei Seminari di aggiornamento per allenatori e tecnici nazionali, organizzati dalla Scuola dello sport. 
Cura la pubblicazione dei seguenti Quaderni della Scuola dello sport: L’allenamento della forza (3 volumi), L’allenamento della resistenza (1), Il talento sportivo (1),
Collabora con l'Istituto dell'Enciclopedia Italiana, per la progettazione e redazione del programma “Corpo, movimento, prestazione” realizzato dall’IEI in collaborazione con il Comitato olimpico nazionale italiano. Per lo stesso Istituto collabora alla parte lessicale e iconografica dei primi due Volumi del Vocabolario della lingua italiana, e ha fatto parte del gruppo di progettazione del “Repertorio degli sport” dell’“Enciclopedia del corpo”.
Ormai decano della Scuola dello Sport del CONI, muore il 6 aprile del 2015, all'età di 77 anni. Commemorandolo, Mario Pescante lo ha definito “uno straordinario esempio di dedizione allo sport, di serietà e di professionalità nel lavoro”.

### Attività Giornalistica
Oltre a svolgere il ruolo di coordinatore redazionale di SdS - Rivista di Cultura sportiva, ha collaborato con altri periodici di lunga tradizione come Leistungssport (rivista edita dal Comitato Olimpico Tedesco)
e Mobile (organo ufficiale della scuola federale svizzera dello sport). 
È stato per molti anni tra gli animatori del Discobolo, la rivista nazionale dell’Uisp. Ha scritto altresì svariati articoli per i maggiori quotidiani sportivi quali la Gazzetta dello Sport e il Corriere dello Sport.

## Pubblicazioni
Come curatore (elenco in ordine cronologico ascendente)
- Allenamento della coordinazione nel tennis / a cura di Mario Gulinelli, Roma: Società Stampa Sportiva, 1997

- L'allenamento ottimale: una teoria dell'allenamento basata sui principi della fisiologia del movimento, con particolare riferimento all'allenamento infantile e giovanile / Jurgen Weineck, 2. ed. italiana / a cura di Pasquale Bellotti, Mario Gulinelli

- 1980-1989 / a cura di Marco Arpino, Mario Gulinelli, [Roma] : edizioni SdS, 2010

- 1990-1999 / a cura di Marco Arpino, Mario Gulinelli, [Roma] : edizioni SdS, 2010

- 2000-2009 / a cura di Marco Arpino, Mario Gulinelli, [Roma] : edizioni SdS, 2010

- Allenamento della forza / a cura di Marco Arpino, Mario Gulinelli, [Roma]: edizioni SdS

- Quaderni di scherma : il fioretto, la sciabola, storia della scherma / a cura di Marco Arpino, Mario Gulinelli,  [Roma] : edizioni SdS, 2012

- Quaderni di scherma : la spada, complemento per la didattica, nascita della moderna spada sportiva, la prestazione schermistica / a cura di Marco Arpino, Mario Gulinelli,  [Roma] : edizioni SdS, 2012

- La formazione nello sport : il futuro nella tradizione : 1966-2012 / a cura di Marco Arpino, Mario Gulinelli, [Roma]: Edizioni SdS, 2013

- Quaderni della scuola dello sport: Sport al femminile /a cura di Rossana Ciuffetti, Mario Gulinelli, Renato Manno, Roma: Edizioni sds, 2014

Come traduttore (elenco in ordine cronologico ascendente)
- Teorie dell'educazione fisica 1 / Wohl ... [et al.]: a cura dell'Unione italiana sport popolare ; ricerca e traduzioni di Mario Gulinelli e Sandro Odorico

- Raccolta di lavori sulla valutazione delle capacità motorie di base in età giovanile / redazione: Giorgio Carbonaro ; traduzione: Teresa Gargani, Mario Gulinelli, Roma : Coni, 1980

- Programmi, iniziative ed esperienze di sport per tutti in Europa e nel mondo dal 1979 ad oggi nelle schede della Clearing house / a cura del Comitato nazionale per lo sviluppo dello sport, in collaborazione con la scuola dello sport ed il Servizio di promozione sportiva del CONI ; traduzione a cura di Mario Gulinelli

- Il controllo dei movimenti sportivi / V. S. Farfel, Roma : Società stampa sportiva, 1988

- La ginnastica funzionale nella preparazione del calciatore: esercizi pratici e principi metodologici per la prevenzione degli infortuni, il rafforzamento muscolare e lo stretching nel gioco del calcio: allungare, rafforzare, rilassare / Karl Peter Knebel, Bernd Herbeck, Gerhard Hamsen; con foto e disegni di Karl Peter Knebel; traduzione dal tedesco di Mario Gulinelli, Roma : Società stampa sportiva, 1993

- Manuale di teoria dell'allenamento / Dietrich Martin, Klaus Carl, Klaus Lehnertz ; traduzione dal tedesco di Mario Gulinelli, Roma: Società stampa sportiva, 1997

- L'allenamento ottimale : una teoria dell'allenamento basata sui principi della fisiologia del movimento, con particolare riferimento all'allenamento infantile e giovanile / Jürgen Weineck ; ed. italiana della decima edizione tedesca a cura di Pasquale Bellotti, Mario Gulinelli,  	Ponte S.[an] Giovanni: Calzetti Mariucci, 2001

- Manuale dell'istruttore di fitness / Edward T. Howley, B. Don Franks, Ponte San Giovanni (Perugia): Calzetti Mariucci, 2002

- Biologia dello sport / Jurgen Weineck ; prima edizione italiana a cura di Pasquale Bellotti, medico, Mario Gulinelli, Scuola dello sport Coni Servizi Roma ; traduzione Mario Gulinelli, Torgiano: Calzetti Mariucci, 2013